# Гаультерия
Гаульте́рия, также гаулте́рия, готье́рия, гольте́рия (лат. Gaulthéria), — род растений семейства Вересковые, включающий в себя около 170—180 видов, распространённых в Азии, Австралии, Северной Америке и Южной Америке. Ранее виды, произрастающие в Южном полушарии, относили к роду Пернеттия (Pernettya), но, поскольку никакой последовательной морфологической и генетической разницы между ними не было найдено, оба рода были объединены.

## Название
Род назван в честь Жана-Франсуа Готье (фр. Jean-François Gauthier (Gautier, Gaulthier, Gaultier), 1708—1756), французского врача и ботаника, одного из первых исследователей флоры Канады, известного также как метеоролог, зоолог и минералог.
Русское название рода, Гаультерия, происходит от произношения латинского названия. Если же следовать современным тенденциям и ориентироваться в названиях родов живых организмов, названных в честь людей, на русское написание исходных фамилий, то род должен называться Готьерия.
Синонимы:
- Brossaea L.
- Brossea Kuntze, orth. var.
- Chiogenes Salisb. ex Torr.

## Химический состав
Растения из этого рода содержат метилсалицилат, сходный по действию с аспирином.

## Использование
Несколько видов культивируются как декоративные растения (особенно Gaultheria mucronata из Чили и Gaultheria shallon с северо-западного тихоокеанского побережья Северной Америки).
Обладает болеутоляющим свойством, используется в мазях.
Плоды некоторых видов съедобны. Из листьев делают ароматный чай.

## Виды

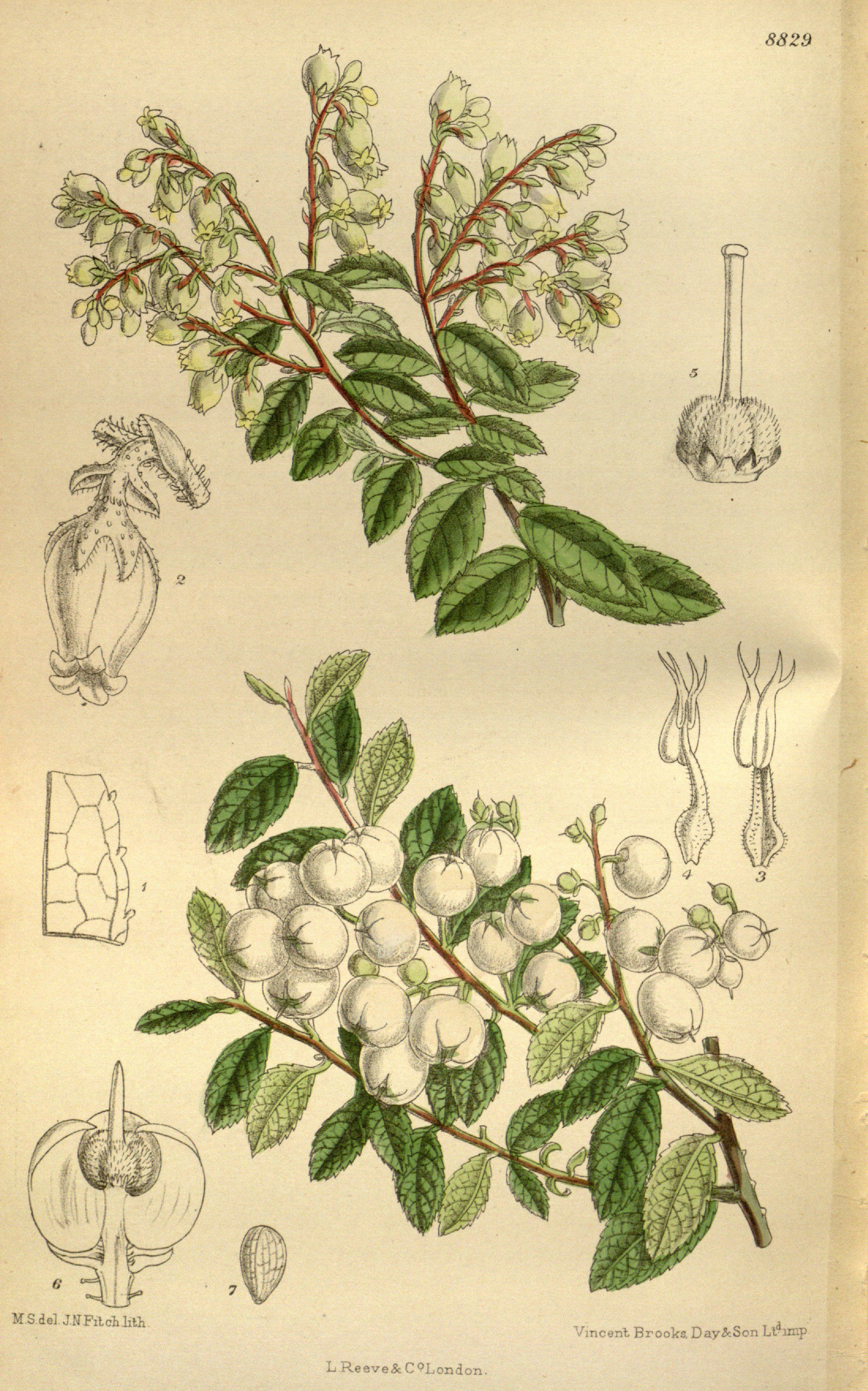
Gaultheria cuneata

По информации базы данных The Plant List, род включает 141 вид:
Некоторые из них:
- Gaultheria procumbens L. typus — Гаультерия лежачая
- Gaultheria shallon Pursh — Гаультерия шаллон

## Таксономическая схема
|  |                                                                              |                        |                        |                        |                                                                                             |                        |                        |                        | |                        |                        |  | |  |  |  |
|  | отдел Цветковые, или Покрытосеменные (классификация согласно Системе APG II) |                        |                        |                        |                                                                                             |                        |                        |                        | |                        |                        |  | |  |  |  |
|  |                                                                              |                        |                        |                        |                                                                                             |                        |                        |                        | |                        |                        |  | |  |  |  |
|  | порядок Верескоцветные                                                       | порядок Верескоцветные | порядок Верескоцветные | порядок Верескоцветные | порядок Верескоцветные                                                                      | порядок Верескоцветные | порядок Верескоцветные | порядок Верескоцветные | порядок Верескоцветные | порядок Верескоцветные | порядок Верескоцветные |  | ещё 44 порядка цветковых растений, из которых к верескоцветным наиболее близок порядок Кизилоцветные |  |  |  |
|  |                                                                              |                        |                        |                        |                                                                                             |                        |                        |                        | |                        |                        |  | ещё 44 порядка цветковых растений, из которых к верескоцветным наиболее близок порядок Кизилоцветные |  |  |  |
|  | семейство Вересковые                                                         | семейство Вересковые   | семейство Вересковые   | семейство Вересковые   | семейство Вересковые                                                                        | семейство Вересковые   | семейство Вересковые   |                        | ещё двадцать пять семейств, в том числе Актинидиевые, Бальзаминовые, Клетровые, Лецитисовые, Мирсиновые, Первоцветные, Сапотовые, Стираксовые, Чайные, Эбеновые |                        |                        |  | ещё 44 порядка цветковых растений, из которых к верескоцветным наиболее близок порядок Кизилоцветные |  |  |  |
|  |                                                                              |                        |                        |                        |                                                                                             |                        |                        |                        | ещё двадцать пять семейств, в том числе Актинидиевые, Бальзаминовые, Клетровые, Лецитисовые, Мирсиновые, Первоцветные, Сапотовые, Стираксовые, Чайные, Эбеновые |                        |                        |  | ещё 44 порядка цветковых растений, из которых к верескоцветным наиболее близок порядок Кизилоцветные |  |  |  |
|  | род Гаультерия                                                               | род Гаультерия         | род Гаультерия         |                        | ещё более 120 родов, в том числе Багульник, Вакциниум, Вереск, Водяника, Подбел, Толокнянка |                        |                        |                        | ещё двадцать пять семейств, в том числе Актинидиевые, Бальзаминовые, Клетровые, Лецитисовые, Мирсиновые, Первоцветные, Сапотовые, Стираксовые, Чайные, Эбеновые |                        |                        |  | ещё 44 порядка цветковых растений, из которых к верескоцветным наиболее близок порядок Кизилоцветные |  |  |  |
|  |                                                                              |                        |                        |                        | ещё более 120 родов, в том числе Багульник, Вакциниум, Вереск, Водяника, Подбел, Толокнянка |                        |                        |                        | ещё двадцать пять семейств, в том числе Актинидиевые, Бальзаминовые, Клетровые, Лецитисовые, Мирсиновые, Первоцветные, Сапотовые, Стираксовые, Чайные, Эбеновые |                        |                        |  | ещё 44 порядка цветковых растений, из которых к верескоцветным наиболее близок порядок Кизилоцветные |  |  |  |
|  | около 170—180 видов                                                          |                        |                        |                        | ещё более 120 родов, в том числе Багульник, Вакциниум, Вереск, Водяника, Подбел, Толокнянка |                        |                        |                        | ещё двадцать пять семейств, в том числе Актинидиевые, Бальзаминовые, Клетровые, Лецитисовые, Мирсиновые, Первоцветные, Сапотовые, Стираксовые, Чайные, Эбеновые |                        |                        |  | ещё 44 порядка цветковых растений, из которых к верескоцветным наиболее близок порядок Кизилоцветные |  |  |  |
|  |                                                                              |                        |                        |                        | ещё более 120 родов, в том числе Багульник, Вакциниум, Вереск, Водяника, Подбел, Толокнянка |                        |                        |                        | ещё двадцать пять семейств, в том числе Актинидиевые, Бальзаминовые, Клетровые, Лецитисовые, Мирсиновые, Первоцветные, Сапотовые, Стираксовые, Чайные, Эбеновые |                        |                        |  | ещё 44 порядка цветковых растений, из которых к верескоцветным наиболее близок порядок Кизилоцветные |  |  |  |
|  |                                                                              |                        |                        |                        |                                                                                             |                        |                        |                        | ещё двадцать пять семейств, в том числе Актинидиевые, Бальзаминовые, Клетровые, Лецитисовые, Мирсиновые, Первоцветные, Сапотовые, Стираксовые, Чайные, Эбеновые |                        |                        |  | ещё 44 порядка цветковых растений, из которых к верескоцветным наиболее близок порядок Кизилоцветные |  |  |  |
|  |                                                                              |                        |                        |                        |                                                                                             |                        |                        |                        | |                        |                        |  | ещё 44 порядка цветковых растений, из которых к верескоцветным наиболее близок порядок Кизилоцветные |  |  |  |
|  |                                                                              |                        |                        |                        |                                                                                             |                        |                        |                        | |                        |                        |  | |  |  |  |
|  |                                                                              |                        |                        |                        |                                                                                             |                        |                        |                        | |                        |                        |  | |  |  |  |

| Gaultheria mucronata | Gaultheria procumbens | Gaultheria shallon |